# Noëlle van Lottum
Noëlle van Lottum (Hoogland, 12 luglio 1972) è un'ex tennista francese.
Anche suo fratello John è stato un tennista.

## Carriera
In carriera ha vinto un titolo nel singolare, il Wellington Classic nel 1992, e un titolo di doppio, il Taranto Open nel 1994, in coppia con la rumena Irina Spîrlea. Nei tornei del Grande Slam ha ottenuto il suo miglior risultato raggiungendo il terzo turno nel singolare agli US Open nel 1992, e nel doppio all'Open di Francia  sempre nel 1992.

## Statistiche

### Singolare

#### Vittorie (1)
| Numero | Anno            | Torneo                         | Superficie | Avversaria in finale | Punteggio |
| 1.     | 9 febbraio 1992 | Wellington Classic, Wellington | Cemento    | Donna Faber          | 6-4, 6-0  |

### Doppio

#### Vittorie (1)
| Numero | Anno           | Torneo                | Superficie  | Compagna      | Avversarie in finale               | Punteggio     |
| 1.     | 1º maggio 1994 | Taranto Open, Taranto | Terra rossa | Irina Spîrlea | Sandra Cecchini Isabelle Demongeot | 6–3, 2-6, 6–1 |

#### Finali perse (3)
| Numero | Anno              | Torneo                                     | Superficie  | Compagna         | Avversarie in finale              | Punteggio     |
| 1.     | 26 luglio 1992    | I. ČLTK Prague Open, Praga                 | Terra rossa | Eva Švíglerová   | Karin Kschwendt Petra Ritter      | 4-6, 6-2, 5-7 |
| 2.     | 20 settembre 1992 | Clarins Open, Parigi                       | Terra rossa | Rachel McQuillan | Sandra Cecchini Patricia Tarabini | 5-7, 1-6      |
| 3.     | 13 ottobre 1996   | Commonwealth Bank Tennis Classic, Surabaya | Cemento     | Tina Križan      | Alexandra Fusai Kerry-Anne Guse   | 4-6, 4-6      |

### Risultati in progressione
| Sigla | Risultato               |
| ----- | ----------------------- |
| V     | Vincitore               |
| F     | Finalista               |
| SF    | Semifinalista           |
| O     | Oro olimpico            |
| A     | Argento olimpico        |
| SF    | Bronzo olimpico         |
| QF    | Quarti di Finale        |
| 4T    | Quarto turno            |
| 3T    | Terzo turno             |
| 2T    | Secondo turno           |
| 1T    | Primo turno             |
| RR    | Round Robin             |
| LQ    | Turno di qualificazione |
| A     | Assente                 |
| ND    | Non disputato           |

| Legenda superfici    |
| -------------------- |
| Cemento              |
| Terra battuta        |
| Erba                 |
| Superficie variabile |

#### Singolare nei tornei del Grande Slam
| Torneo          | 1988 | 1989 | 1990 | 1991 | 1992 | 1993 | 1994 | 1995 | 1996 | 1997 | 1998 | 1999 |
| --------------- | ---- | ---- | ---- | ---- | ---- | ---- | ---- | ---- | ---- | ---- | ---- | ---- |
| Australian Open | A    | A    | A    | 1T   | 2T   | 1T   | 1T   | 1T   | A    | 2T   | A    | A    |
| Open di Francia | 2T   | A    | 1T   | 2T   | 2T   | 1T   | 2T   | 1T   | A    | 1T   | 1T   | A    |
| Wimbledon       | A    | A    | A    | 1T   | 1T   | 1T   | A    | A    | A    | 1T   | A    | A    |
| US Open         | A    | A    | A    | 1T   | 3T   | 1T   | 1T   | A    | A    | 1T   | A    | A    |

#### Doppio nei tornei del Grande Slam
| Torneo          | 1988 | 1989 | 1990 | 1991 | 1992 | 1993 | 1994 | 1995 | 1996 | 1997 | 1998 | 1999 |
| --------------- | ---- | ---- | ---- | ---- | ---- | ---- | ---- | ---- | ---- | ---- | ---- | ---- |
| Australian Open | A    | A    | A    | 2T   | 2T   | 1T   | 1T   | 1T   | A    | 1T   | 2T   | 2T   |
| Open di Francia | 2T   | 1T   | 2T   | A    | 3T   | 1T   | 1T   | 1T   | A    | 1T   | 1T   | A    |
| Wimbledon       | A    | A    | 1T   | A    | 2T   | 1T   | 1T   | 1T   | A    | 1T   | 1T   | A    |
| US Open         | A    | A    | 1T   | A    | 1T   | 1T   | 2T   | 1T   | A    | 1T   | 1T   | A    |

#### Doppio misto nei tornei del Grande Slam
| Torneo          | 1989 | 1990 | 1991 | 1992 | 1993 | 1994 | 1995 | 1996 | 1997 | 1998 | 1999 |
| --------------- | ---- | ---- | ---- | ---- | ---- | ---- | ---- | ---- | ---- | ---- | ---- |
| Australian Open | A    | A    | A    | A    | A    | A    | A    | A    | A    | A    | A    |
| Open di Francia | 1T   | 1T   | 1T   | 1T   | 1T   | 1T   | A    | A    | 1T   | A    | 1T   |
| Wimbledon       | A    | A    | 1T   | 2T   | A    | 1T   | A    | A    | 1T   | A    | A    |
| US Open         | A    | 1T   | A    | A    | A    | A    | A    | A    | A    | A    | A    |